# Biała Synagoga w Janiszkach
Biała Synagoga w Janiszkach, zwana Letnią (lit. Baltoji sinagoga) – jedna z dwóch synagog należących do synagogalnego kompleksu w Janiszkach. 
Została zbudowana w 1823 roku w stylu klasycyzmu. Jest budynkiem parterowym, pokrytym dwuspadowym dachem. Ściany szczytowe pozbawione są okien. W opinii Jolanty Kucharskiej bóżnica charakteryzuje się architekturą neobarokową, a data budowy pozostaje nieznana.